# Исаков
Исакови су велика породица која потиче из Клисуре. Клисура је место са око 1700 становника у средњој Бугарској, у Пловдивској области, општини Карлово, у близини града Копривштица. Од главног града Бугарске, Софије, је удаљена 105 km, од Карлова 35 km, а 25 km од Копривштице. од најближег већег путног правца, предњебалканског ауто-пута, удаљена је око километар. Име је вероватно добила по оближњим клисурама Средње горе и Балкана, којима је окружена.
Име села се везује за Априлски устанак, национални бугарски устанак из 1878. године. Вођа устанка, Боримечката, био је житељ овог села у којем је било средиште устанка. Да ли је неки Исаков у њему учествовао није познато. У селу се налази Историјски музеј, црква св. Николаја и куће значајних становника села: Червенаковљева, Павурџијевљева, Козинаровљева и друге. У њему је рођен Христо Данов, оснивач прве бугарске штампарије. На 1,5 km од села се налази историјски локалитет Зли Дол, где се налази ауто-комплекс Удружења бугарских возача, који укључује 15 кућерака са око 60 лежајева, ресторан, бар, дечје игралиште, терене за тенис, кошарку и одбојку, као и ергелу и ауто-парк. Клисура је почетна тачка многих активности националног парка „Средњи Балкан“ и рекреативних рута до врхова Вежен на Балкану и Богдан на Средњој гори.
Доказ да породица Исаков потиче одавде налазимо у усменом предању које живи у породици, а тврдњу појачава и чињеница да се презиме породице завршава на –ов, особитог за бугарска презимена, што карактерише породице досељене са родопских простора, тј. источнијег дела Бугарске и данашње државе Македоније, у 14. веку. Вероватно је тада и породица Исаков кренула да се сели из Клисуре. Претпоставља се да је у клисури живело бар две–три генерације Исакова, те се може рећи да породица вуће корене од пре 13. века.
Сеоба породице Исаков из Клисуре била је упућена пут Македоније. Доказ за ово је породични шпиц-намет (надимак) „Цинцар“, по којем је она у Меленцима понајвише, а и шире препознатљива. Цинцари су народ веома старог порекла, делимично романизовани, са својим језиком и обичајима, који су пре три до пет векова живели поглавити у пределима вардарске Македоније. Спадају у породицу Аромуна, којима припадају и Власи у Србији, Куцовласи и други. И у постојбини и у пределима у које су се доцније селили, Цинцари су били познати по трговини и штедљивости. Да ли су због ових особина Исакови добили шпиц-намет „Цинцари“, или због тога што се неко венчао припадником овог народа, није до данас познато, као ни то кад су стигли нити када напустили ову област ни да ли данас има Исакова у Македонији.
Исакови се из Македоније даље селе у Јанопоље, село код Арада, (На румунском се зове Инеу). Када су стигли у Јанопоље, нити кад су се упутили у Павлиш код Вршца, који је био следећа одредница њихове селидбе, није познато. У Јанопоље су можда стигли током или пре Великих сеоба Срба.
Из Павлиша се половином 18. века досељавају у тек основано Меленце, које је аустријска царица Марија Терезија основала између 1730. и 1750. крај језера Русанда, да би ту населила Србе граничаре који су чували њене границе од непријатеља, и њихове породице. Није немогуће да је неки Исаков био граничар. У Меленцима су се населили у делу села који носи назив Павлиш, по месту одакле су се у Меленце доселиле породице које у том делу села живе. У Меленцима је забележен 1758. године Трифун Исаков, први именом и презименом познати предак породице, а две године потом и његова жена Ана. Од њих двоје потичу сви данашњи чланови породице. 
Меленци су питомо банатско насеље око 16 km удаљено од Зрењанина. Име је добило по истоименој пусти на којој је место основано, а пуста је вероватно добила име по турској речи мелем (мехлем), која значи лек. Има око 7000 становника, и најпознатије је по бањи Русанда, која се налази на ободу села, на путу према Башаиду и Кикинди. Село има своју цркву, основну школу „Др Бошко Вребалов“, фудбалски клуб „Русанда“, и друга удружења. У селу се сваке године одржава Фијакеријада. Сеоска слава су Духови. Из Меленаца су се потом Исакови раселили широм света.
Породица Исаков „Цинцар“ је православна српска породица која своју Крсну славу Св. Трифун прославља сваког 14. фебруара. 
Породица Исаков има родослов, који је начинио Слободан Исаков, и који сеже уназад до 1758. године.